# Новая Деревня (Ивановская область)
Новая Деревня — деревня в Заволжском районе Ивановской области, входит в состав Волжского сельского поселения.

## География
Село расположено в 16 км на северо-запад от центра поселения села Воздвиженье и в 24 км на северо-запад от районного центра Заволжска.

## История

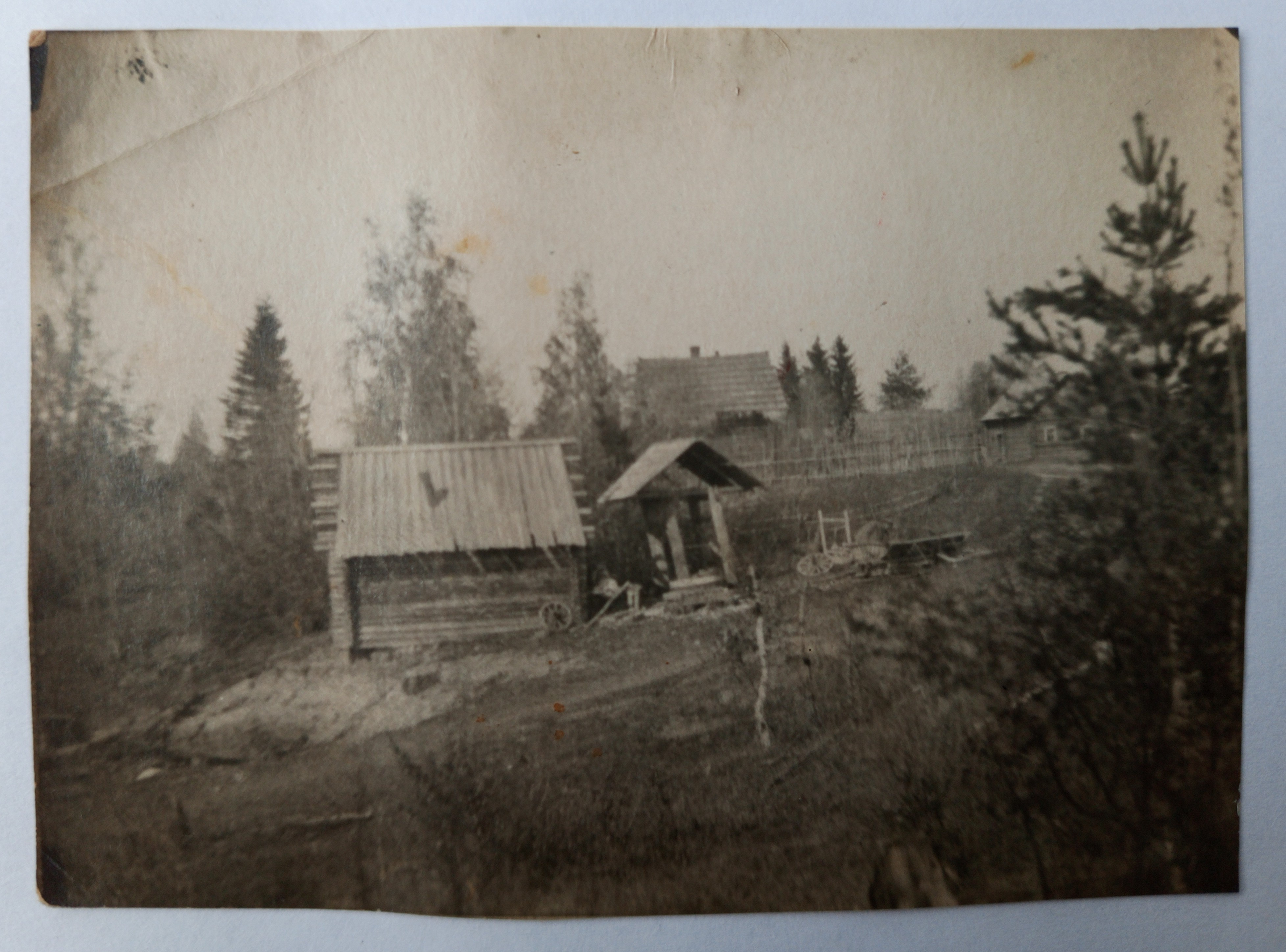
Деревенская кузня, 1925

В XVII веке по административно-территориальному делению село Белоникольское входило в Костромской уезд в Колдомскую волость. По церковно-административному делению приход относился к Плесской десятине. В 1620 году упоминается церковь «Николы чуд. в Лязговце словет Белой». В августе 1648 года «отказано в поместье окольничему Федору Борисовичу Долматову-Карпову села Дмитровскаго погост Обуховской, а в нем церковь Николая чуд. древяна клетцки, а на церковной земле двор попа Григорья, двор попа Сафона Омельянова, двор дьячка Оски Никифорова, двор дьячка Мишки Викулина, келья нищих да келья пономаря Левки Афонасьева». В 1695 году церковь пишется: «в Дуплехове стану на погосте Обуховском Белое тож, на речке Шахонке».
Каменная Николаевская церковь в селе Белоникольское с такой же колокольней построена в 1911 году на средства помещика Петра Петровича Протасьева и сестры его Надежды Петровны с прихожанами. Ограда каменная. Кладбище при церкви. Престолов было три: в честь Воскресения Христова, святит. Николая Чудотворца и св. прор. Илии.
В конце XIX — начале XX века село Белоникольское входило в состав Есиплевской волости Кинешемского уезда Костромской губернии, с 1918 года — в составе Иваново-Вознесенской губернии.
С 1929 года деревня входила в состав Есиплевского сельсовета Кинешемского района Ивановской области, с 1935 года — в составе Наволокского района, с 1958 года — в составе Заволжского района, с 2005 года — в составе Волжского сельского поселения.

## Население
| 1872 | 1897 | 2002 | 2010 |
| ---- | ---- | ---- | ---- |
| 35   | ↘32  | ↗65  | ↘48  |